# Südstadion
El Südstadion se ubica en Colonia, en el estado federado de Renania del Norte-Westfalia, Alemania. Su equipo titular es el Fortuna Colonia, club que actualmente juega en la Regionalliga West.

## Historia

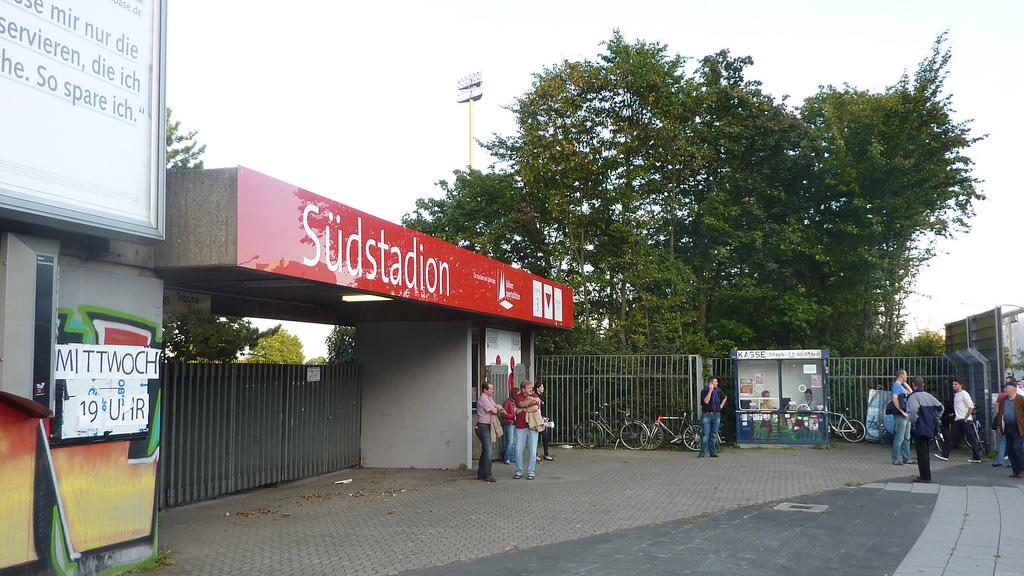
Vista de la entrada principal en el lado oeste.

El Südstadion fue inaugurado el 15 de enero de 1978. Fue construido principalmente para dar a los clubes de fútbol del sur de Colonia (Fortuna Colonia y Arminia 09 y Unión 05) un lugar que sería adecuado para la Segunda Bundesliga.
El completo asociado Bezirkssportanlage Köln-Süd, por lo que el nombre oficial, incluye no sólo el estadio actual, sino también un complejo con vestuarios, gimnasios y salas deportivas y dos Trainingsrasen- y dos cursos de formación Tenne. El Südstadion tiene 14.800 asientos, incluidos 1.860 asientos cubiertos y 13.000 plazas de pie. 
Después se construyó el RheinEnergie Stadion, que es el mayor estadio de Colonia, con instalaciones de atletismo, pero éstos rara vez se utilizan.
Desde el año 2009, dentro de las políticas municipales de Colonia más de un cambio de nombre del sistema  Jean-Löring-Sportpark ' diskutiert.

## Usuarios
Desde la apertura del estadio es el estadio del Fortuna Colonia, un club habitual en la segunda división de fútbol alemana. Asimismo, el segundo equipo de Bayer 04 Leverkusen llevaba sus partidos en casa en la temporada 2008/09 y 2009/10 en Südstadion, ya que la tierra de casa real, el Estadio Ulrich-Haberland, en el curso de la construcción de las Leverkusen con sede en Bayarena no era jugable. Anteriormente ya tenía el segundo equipo de la 1. FC Colonia (amateurs) a 2005/06 descargó sus juegos en el Südstadion regional y Oberliga mientras que su tierra natal, el estadio Franz-Kremer, fue renovado. Para la temporada 2005/06 el Südstadion fue la casa del entonces Oberliga PSI Yurdumspor Colonia.
Desde la temporada 2015/16, los juegos de 1. FC Colonia los juegan por la Bundesliga femenina en el Südstadion.
Juegos de fútbol americano Kölner Bundesliga equipos Colonia Falcons y Colonia cocodrilos también tuvo lugar en Südstadion.

## El acceso por carretera
El Südstadion encuentra casi directamente en la parada Pohligstraße  de la línea 12 de la tren ligero Colonia. La próxima Regional de Transportes Estación de Tráfico regional se encuentra a pocas cuadras al norte de estación de Colonia del Sur. En coche diferentes vías de acceso pueden ser convenientemente debido a la ubicación del centro de la ciudad, dependiendo de la dirección de aproximación.

## Nuevos planes y renovación
A medida que el parque inmobiliario está en necesidad de renovación después de más de treinta años, la ciudad de Colonia estaba planeando la Südstadion mediano plazo para ser sustituido por un nuevo edificio en el mismo lugar. La capacidad se debe utilizar para las reclamaciones de los regional lo suficiente, por lo que ofrecen alrededor de 5.000 y 8.000 espectadores. Sin embargo, la situación financiera de la ciudad era un comienzo temprano de la construcción no hacerlo. En lugar 2009/10 renovaciones se llevaron a cabo para la temporada 2008/09 y la temporada. Así que la tribuna estaba equipado en el verano de 2008 con asientos de cubo. Además, una zona de invitados separada se construyó en la tribuna principal. En el verano de 2009, la renovación de las instalaciones sanitarias y la luz de inundación siguieron. El Südstadion ahora cumple todos los criterios de nuevo la DFB y una demolición o construcción se destina ya no inicialmente.
En 2012, el Südstadion fue reconstruido por alrededor de 1,5 millones de euros y por lo tanto hizo segunda división adecuada